# غوين (غوغر)
غوین (بالفارسية: گوین) هي قرية تقع في إيران في قسم غوغر الريفي. يقدر عدد سكانها بـ 501 نسمة بحسب إحصاء 2016.